# Fuck the Border Line
Fuck the Border Line (estilizado em maiúsculas) é um álbum de tributo a banda Kuroyume, lançado em 9 de fevereiro de 2011 pela Avex Trax. Conta com a participação de várias bandas da cena visual kei, como the Gazette, Sid, Abingdon Boys School, Plastic Tree e outros artistas e bandas japonesas, como Yow-Row, Cascade, Coldrain, etc.

## Recepção
Alcançou a sexta posição nas paradas da Oricon Albums Chart.

## Faixas
| N.º | Título                         | Cover por            | Duração |  |
| 1.  | "Shōnen" (少年)                | Abingdon Boys School | 4:35    |  |
| 2.  | "Yasashii Higeki" (優しい悲劇) | Sid                  | 4:38    |  |
| 3.  | "Maria"                        | Plastic Tree         | 4:17    |  |
| 4.  | "C.Y.HEAD"                     | the GazettE          | 2:20    |  |
| 5.  | "Chandler"                     | Coldrain             | 2:44    |  |
| 6.  | "Walkin’on the edge"           | Jitter Bug           | 3:28    |  |
| 7.  | "Fake Star"                    | SUNS OWL e YOW-ROW   | 3:32    |  |
| 8.  | "Pistol" (ピストル)            | Nicotine             | 3:54    |  |
| 9.  | "Kamakiri" (カマキリ)          | THE Kanmuri e K-A-Z  | 3:29    |  |
| 10. | "Beams"                        | Yamaarashi e Moonmin | 4:35    |  |
| 11. | "Like @ Angel"                 | Cascade              | 4:13    |  |
| 12. | "Mind Breaker"                 | Kaikigesshoku        | 4:42    |  |